# Orel Grinfeld
Orel Grinfeld (hebreiska: אוראל גרינפלד), född 21 augusti 1981 i Qiryat Yam, är en israelisk fotbollsdomare. Han har varit FIFA-domare sedan 2012.

## Karriär
Grinfeld började sin domarkarriär 1997 och har varit en del av Israels fotbollsförbunds nationella domartrupp sedan 2004. Han dömde sin första match i Ligat Haal den 31 oktober 2009 i ett möte mellan Hapoel Acre och Bnei Yehuda. Sedan dess har han dömt över 160 matcher i Ligat Haal (inklusive och mästerskaps- och nedflyttningsmatcher). 2015 dömde Grinfeld finalen i Israeliska supercupen och 2020 var han domare i finalen i Israeliska cupen.
2012 blev Grinfeld en FIFA-domare, vilket gör att han kan döma internationella matcher. Grinfeld dömde sina två första internationella matcher i mars 2012 i kvalet till U17-EM 2012, där debuten kom i en match mellan Sverige och Schweiz. I juli samma år dömde han sin första internationella klubbmatch, en match mellan litauiska Šiauliai och estländska Levadia Tallinn i den första kvalomgången i Europa League 2012/2013. De följande åren har han regelbundet dömt i kval- och gruppspelsmatcher i olika europeiska turneringar för klubblag samt i VM- och EM-kval. Grinfeld var en av nio domare vid U21-EM 2019 och dömde bland annat en semifinal.
I december 2019 tog Grinfeld plats som elitdomare i Uefa, vilket är den högsta nivån för en domare och en nivå som endast 25 domare åt gången kategoriseras som. Han blev dessutom den förste israeliske domaren att nå denna nivå. I februari 2021 dömde Grinfeld matchen mellan Bayern München och Lazio i åttondelsfinalen av Champions League 2020/2021 och blev då den förste israelen att döma en slutspelsmatch i turneringen. 
I april 2021 blev Grinfeld utsedd till en av 19 domare som skulle döma EM i fotboll 2020. Han dömde en match i turneringen, vilket var mötet mellan Nederländerna och Österrike i grupp C.